# Melichthys niger
Melichthys niger là một loài cá biển thuộc chi Melichthys trong họ Cá bò da. Loài này được mô tả lần đầu tiên vào năm 1786.

## Từ nguyên
Tính từ định danh niger trong tiếng Latinh có nghĩa là "đen", hàm ý đề cập đến màu sắc của loài cá này (đặc biệt là khi nhìn từ xa, thực tế là màu xanh lam sẫm).

## Phạm vi phân bố và môi trường sống
M. niger được phân bố tại phần lớn các vùng biển nhiệt đới của Ấn Độ Dương, Thái Bình Dương và Đại Tây Dương.
M. niger sống tập trung trên các rạn san hô viền bờ, phổ biến hơn ở xung quanh các hòn đảo ngoài đại dương, độ sâu đến ít nhất là 75 m.

## Mô tả

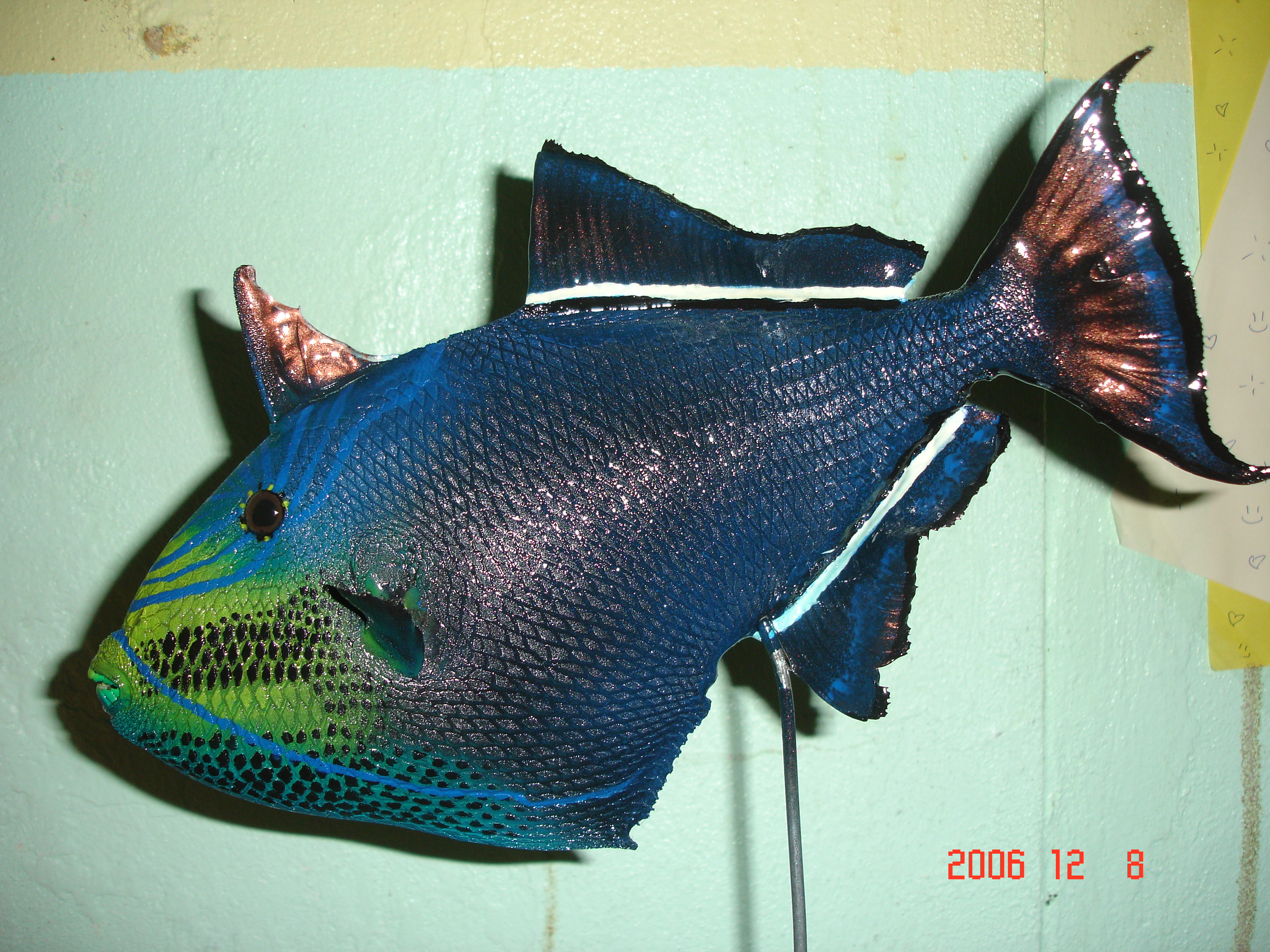
Mẫu vật còn tươi của M. niger

Chiều dài cơ thể lớn nhất được ghi nhận ở M. niger là 50 cm. M. niger có màu xanh đen (đen hoàn toàn nếu nhìn từ xa) với những hàng chấm đen khắp thân. Vùng đầu có thể phớt vàng (có thể là cá đực). Vây lưng sau và vây hậu môn có một sọc màu trắng xanh ở sát gốc vây. Xung quanh mắt có nhiều vệt sọc màu xanh óng. Vây đuôi hơi bo tròn, phát triển hai thùy nhọn.
Số gai ở vây lưng: 3; Số tia vây ở vây lưng: 30–34; Số gai ở vây hậu môn: 0; Số tia vây ở vây hậu môn: 28–30; Số tia vây ở vây ngực: 15–17.

## Sinh thái học

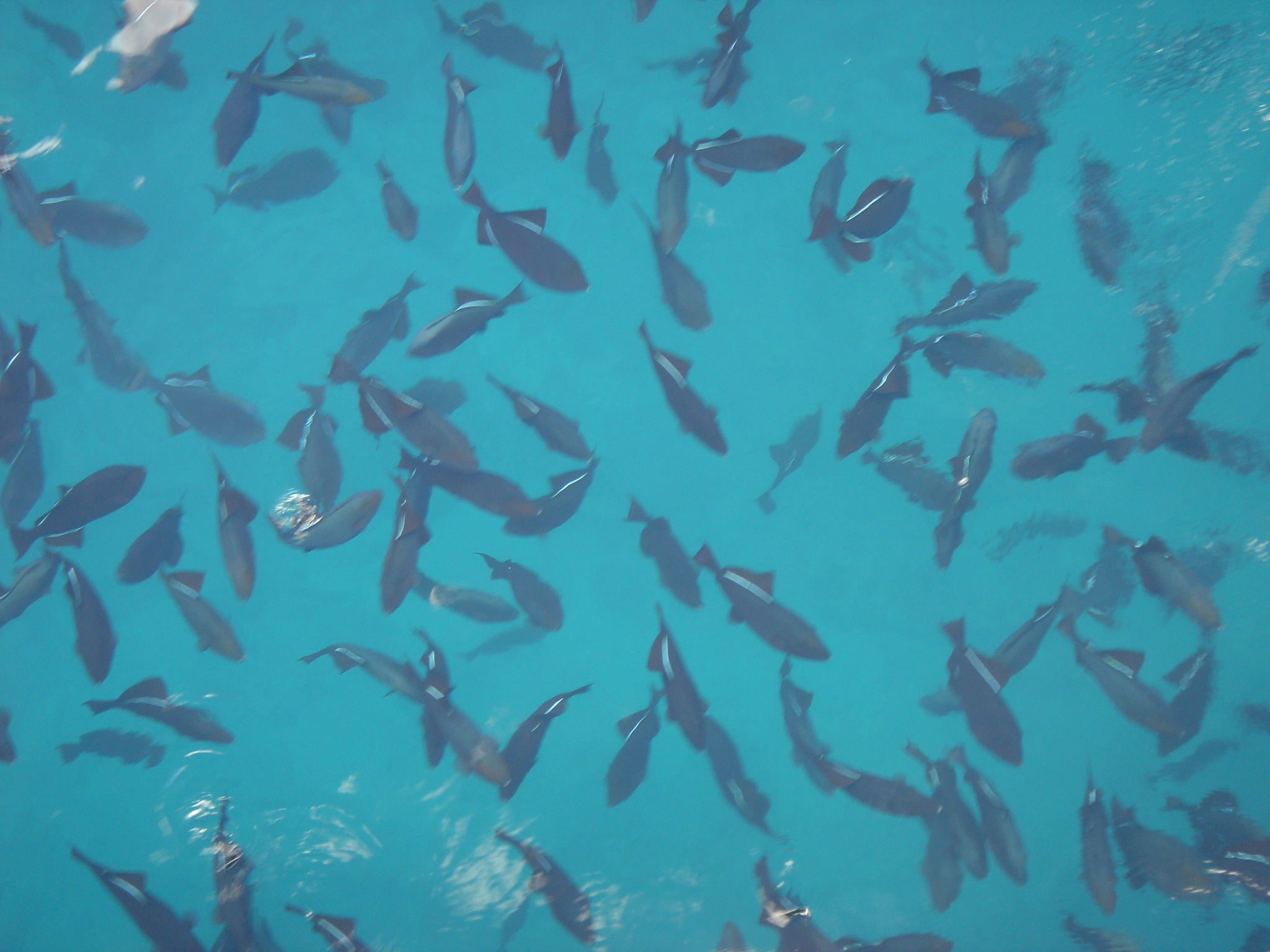
Một đàn M. niger

Thức ăn của M. niger bao gồm các loại tảo, vụn hữu cơ và đa dạng các loài thủy sinh không xương sống như hải miên, cầu gai, giáp xác và nhuyễn thể.
Tại thời điểm quan sát ở quần đảo Fernando de Noronha (Brasil), một đàn cá heo Spinner (Stenella longirostris) đang nghỉ ngơi trong một vùng vịnh cạn. M. niger có thể nhận ra được tư thế mà một con cá heo chuẩn bị nôn mửa hoặc thải phân, ngay lập tức chúng sẽ tụ tập xung quanh cá thể đó để ăn chất thải từ cá heo. M. niger có xu hướng tập trung gần những con cá heo chuẩn bị nôn, có lẽ do chất nôn có nhiều dinh dưỡng hơn so với phân. Ngoài M. niger thì một loài cá bò da khác cũng có hành vi ăn chất thải của cá heo, là Canthidermis sufflamen.
Tuổi thọ lớn nhất được ghi nhận ở M. niger là 11 năm tuổi.

## Thương mại
M. niger được bán tươi sống trong các chợ cá, nhưng lại là thành phần ít quan trọng đối với ngành ngư nghiệp. M. niger còn được nuôi làm cá cảnh và có giá trực tuyến dao động từ 53,98 đến 299,95 USD một con tùy thuộc vào kích cỡ.